# Szyszynek
Szyszynek – część wsi Marianowo w Polsce, położona w województwie wielkopolskim, w powiecie konińskim, w gminie Ślesin.
W latach 1975–1998 Szyszynek należał administracyjnie do województwa konińskiego.
We wsi znajduje się stary park podworski.
W Szyszynku zlokalizowany jest obiekt archeologiczny – osada wielokulturowa, której początki sięgają neolitu poprzez kulturę łużycką i przeworską do wczesnego średniowiecza.

## Historia
Ostatnim prawnym właścicielem majątku ziemskiego "Szyszynek" w powiecie konińskim był Stanisław Zieleśkiewicz, syn Antoniego.
Zieleśkiewicze wywodzą się z Wielkiego Księstwa Litewskiego. Ich przodkowie pieczętowali się herbem Zaremba. 
Po upadku powstania listopadowego w wyniku prześladowań przez carską Rosję, uciekli do Wielkiego Księstwa Poznańskiego. 
Stanisław Zieleśkiewicz zmarł na wygnaniu w czasie II wojny światowej.
Jego prawnym następcą, był syn - Leopold Nikodem, polityk II Rzeczypospolitej, poseł na Sejm, doradca premiera w randze podsekretarza stanu.
Leopold Nikodem Zieleśkiewicz, w czasie okupacji był żołnierzem Armii Krajowej (pseudonimy "Kowalski" i "Zieleń"), działaczem podziemnego państwa polskiego.
Ożeniony z Eugenią Anną Pogoda Wierusz Kowalską.
Małżonkowie mieli trzech synów: Michała, Marka, Macieja.
W wyniku reformy rolnej z 1944 majątek został rozparcelowany bez wypłaty odszkodowania.